# Sławomir Żurawlow
Sławomir Żurawlow (ur. 6 kwietnia 1946 w Siedlcach) – polski żołnierz, podpułkownik, I Sekretarz PZPR Górnośląskiej Brygady WOP. Żołnierz organu bezpieczeństwa państwa.

## Życiorys
Biografię Sławomira Żurawlowa podano za: Sławomir Żurawlow: Moja Służba w Wojskach Ochrony Pogranicza 1965–1991. s. 1–58.
Urodził się 6 kwietnia 1946 roku w Siedlcach. Tam ukończył Szkołę Podstawową nr 8 i Liceum Ogólnokształcące im. Bolesława Prusa. Po ukończeniu szkoły średniej, 22 października 1965 został powołany do odbycia zasadniczej służby wojskowej na Kursie Podchorążych Rezerwy (KPR) przy Oficerskiej Szkole WOP (OS WOP) w Kętrzynie, który ukończył 30 września 1966. 
1 października 1966 rozpoczął naukę w Oficerskiej Szkole WOP w Kętrzynie na kierunku zwiadu, którą ukończył 6 września 1968 i uzyskał stopień podporucznika. Przez cały okres nauki w OS WOP należał do kręgu instruktorów ZHP. Ponadto 12 listopada 1968 został członkiem PZPR. Po zakończeniu nauki, 7 września 1968 został skierowany jako żołnierz zawodowy do pełnienia służby w Górnośląskiej Brygadzie Wojsk Ochrony Pogranicza (GB WOP) w Gliwicach i od 16 października 1968 do Placówki WOP Jaworzynka, gdzie pełnił służbę na stanowisku pomocnika, zastępcy i od 16 października 1972 dowódcy placówki, do 30 września 1973. Od 1 października 1973 roku do 3 września 1976 wykonywał obowiązki pomocnika kierownika Referatu Zwiadu WOP w Wodzisławiu Śląskim. 
Od 4 września 1976 do 30 czerwca 1979 studiował w Akademii Spraw Wewnętrznych na Wydziale Polityczno-Prawnym i 20 czerwca 1979 uzyskał tytuł zawodowy magistra prawa. Po ukończonych studiach od 1 lipca 1979 do 30 czerwca 1981 pełnił służbę na stanowisku oficera kierunkowego w Wydziale Zwiadu GB WOP w Gliwicach. Po kampanii wyborczej w 1981 został wybrany I Sekretarzem PZPR GB WOP i od 1 lipca 1981 rozpoczął służbę w Wydziale Politycznym GB WOP, którą pełnił do 1 stycznia 1984. W grudniu 1981 (w czasie trwania stanu wojennego w Polsce) wyszedł z samodzielną inicjatywą powołania w Gliwicach, Obywatelskiego Komitetu Ocalenia Narodowego. W grudniu 1983 przestał być I Sekretarzem i ponownie powierzono mu obowiązki w Wydziale Politycznym GB WOP. W grudniu 1984 został skierowany na półroczną praktykę do Zarządu Politycznego WOP w Warszawie. W czasie praktyki podjął studia podyplomowe w Studium Wiedzy o Związku Radzieckim i Stosunkach Polsko-Radzieckich przy Polskiej Akademii Nauk (1984-1985). Po powrocie do Gliwic, nadal pełnił służbę w Wydziale Politycznym i w lipcu 1985 został skierowany na Wyższy Kurs Doskonalenia Oficerów Politycznych (WKDO) w Łodzi z którego został odwołany i o od 1 stycznia 1986 do 1 kwietnia 1987 pełnił obowiązki w kwatermistrzostwie GB WOP. 
13 stycznia 1987 podjął służbę w Centrum Szkolenia WOP w Kętrzynie na stanowisku zastępcy komendanta kursów, którą pełnił do 2 kwietnia 1989, kiedy to dostał przeniesienie do GB WOP w Gliwicach i 3 kwietnia 1989 objął obowiązki starszego instruktora w Wydziale Wychowawczym. We wrześniu 1990 roku rozpoczął studia w Centrum Doskonalenia Nauczycieli w Katowicach, które ukończył 14 czerwca 1991 uzyskując kwalifikacje pedagogiczne. W sierpniu 1990 złożył prośbę do dowódcy WOP o zwolnienie i od tego czasu, to jest 18 września 1991 przebywał w dyspozycji dowódcy, kiedy to został zwolniony do rezerwy.
Jet członkiem Związku Byłych Żołnierzy Zawodowych i Oficerów Rezerwy Wojska Polskiego (ZBŻZiORWP). Pełnił funkcję zastępcy prezesa w Zarządzie ZŻWP Województwa Śląskiego i do 2022 Prezesa Koła ZŻWP nr 6 w Gliwicach. Przez wiele lat był członkiem komisji rozjemczej przy ogródkach Polskiego Związku Działkowców „Ptasi Raj”. Kilkakrotnie był powoływany w skład komisji wyborczych lub mężów zaufania w wyborach do Sejmu i samorządów.

### Życie rodzinne
Życie rodzinne Sławomira Żurawlowa podano za: Sławomir Żurawlow, Pododdziały Ochrony Pogranicza w Jaworzynce, Istebnej i Koniakowie – Rys historyczny 1922–2008, s. 7–8, 45.
Żonaty z Danutą Żurawlow, nazwisko rodowe Pleszak, ur. 15 marca 1948 w Cuckach (do czasu przejścia na emeryturę funkcjonariusz Izby Celnej w Cieszynie i Katowicach), z którą związek małżeński zawarł 6 września 1969. Ma córkę Dorotę i dwóch synów Krzysztofa i Piotra.

## Awanse
Awanse Sławomira Żurawlowa podano za: Sławomir Żurawlow, Moja Służba w Wojskach Ochrony Pogranicza 1965–1991, s. 19, 26, 29, 32, 40.
- podporucznik – 6 września 1968
- porucznik – 12 października 1972[4]
- kapitan – 12 października 1976[5]
- major – 12 października 1981[6]
- podpułkownik – 12 października 1988[7].

## Publikacje Sławomira Żurawlowa
Publikacje Sławomira Żurawlowa podano za: Sławomir Żurawlow, Pododdziały Ochrony Pogranicza w Jaworzynce, Istebnej i Koniakowie – Rys historyczny 1922–2008, s. 89.
- Krótki Zarys historii Straży Granicznej, Gliwice 1990
- Krótki Zarys historii Korpusu Ochrony Pogranicza, Gliwice 1990
- Pododdziały Ochrony Pogranicza w Jaworzynce, Istebnej i Koniakowie – Rys historyczny 1922–2008, Gminny Ośrodek Kultury w Istebnej, Gliwice 2011
- Moja Służba w Wojskach Ochrony Pogranicza, Gliwice 2004 i 2010
- Moja Służba w Wojskach Ochrony Pogranicza 1965–1991, Gliwice 2011
- Garnizon Wojska Polskiego w Gliwicach Rys historyczny 1945–2014, Gliwice, 2014.

## Odznaczenia
Odznaczenia Sławomira Żurawlowa podano za: Sławomir Żurawlow, Moja Służba w Wojskach Ochrony Pogranicza 1965–1991, s. 43–44.
- Srebrny Krzyż Zasługi
- Złoty Medal „Siły Zbrojne w Służbie Ojczyzny”
- Srebrny Medal „Siły Zbrojne w Służbie Ojczyzny”
- Brązowy Medal „Siły Zbrojne w Służbie Ojczyzny”
- Srebrny Medal „Za zasługi dla obronności kraju”[8]
- Brązowy Medal „Za zasługi dla obronności kraju”[9]
- Srebrna Odznaka „Za zasługi w obronie granic PRL”
- Brązowa Odznaka „Za zasługi w ochronie granic PRL”
- Srebrna Odznaka „Zasłużonemu w Rozwoju Województwa Katowickiego”

Wiele innych medali i odznaczeń ministerialnych i urzędowych.